# Schurken in Power Rangers: Dino Thunder
De fictieve schurken uit de Power Rangers serie Power Rangers: Dino Thunder waren dienaren van de dinosaurusachtige Mesogog, die de aarde wilde terugbrengen naar de tijd van de dinosauriërs.

## Mesogog
Mesogog is de primaire vijand uit de serie.
Mesogog was in werkelijkheid Anton Mercer, een wetenschapper en labpartner van Tommy Oliver. Hij stond op het punt van een wetenschappelijke doorbraak gedurende een experiment met dinosaurus DNA. Dit experiment mislukte en hij veranderde in Mesogog, een kwaadaardig meesterbrein die de Aarde terug wilde brengen naar de tijd van de dinosauriërs, en alle mensen in reptielen zoals hij veranderen.
Mesogog en Dr. Mercer waren als Dr. Jekyll en Mr. Hyde: twee compleet andere personen die hetzelfde lichaam deelden en om beurten in controle waren. In de korte momenten dat hij in controle was probeerde Dr. Mercer uit alle macht een middel te vinden om zijn veranderingen tot Mesogog tegen te gaan. Elk van de twee persoonlijkheden was op de hoogte van het bestaan van de ander, en walgde van de situatie.
Dr. Anton Mercer had ook een geadopteerde zoon, Trent Fernandez, die de Witte Dino Ranger werd en per ongeluk Mesogogs gehiem ontdekte.
In zijn pogingen de wereld te veroveren werd Mesogog geholpen door twee handlangers: Elsa en Zeltrax. Ook had hij controle over cybernetische dinosauriërs genaamd Tyrannodrones. Tijdens de serie werkte Mesogog ook even samen met Lothor.
Uiteindelijk was Mesogog in staat zichzelf te scheiden van Anton Mercer en een eigen lichaam te creëren. Dit verhoogde zijn determinatie om de wereld over te nemen enorm. Hij absorbeerde wat energie uit de Rangers’ Dino Gems en veranderde in een monsterlijke vorm, door fans ook wel het Mesomonster genoemd. De Rangers konden hem verslaan, maar ten kostte van alle energie in hun Dino Gems.
Dr. Mercer overleefde dit alles.
Mesogog werd gespeeld door Latham Gaines

## Elsa
Elsa was een dienaar van Mesogog en geloofde oorspronkelijk in diens droom om de wereld terug te veranderen naar de tijd van de dinosauriërs.
Ze hield ervan haar vijanden te martelen en beledigen, waaronder zelfs haar collega Zeltrax. Ze leek wel een oogje te hebben op Tommy Oliver. Elsa kon krachtige energiestralen afvuren uit haar zwaard en beschikte over formidabele gevechtskunsten.
Het grootste deel van de serie deed ze zich voor als Randall, het schoolhoofd van Reefside High waar de Dino Thunder Rangers op zaten of werkten. In de aflevering "House of Cards" werd ze door Tommy ontmaskerd, waarna ze de school moest verlaten.
In de loop van de serie vertrouwde ze Mesogog steeds minder, en had zelfs de plannen om hem te ontmaskeren als hij op zijn zwakst was (als Anton Mercer). Ze vreesde dat hij haar mislukkingen uiteindelijk zo zat zou worden, dat hij haar zou vernietigen.
Mesogog besloot uiteindelijk alle kwaadaardige energie die hij Elsa had gegeven op te offeren om een groot kanon op te laden. Daarmee veranderde Elsa terug in haar normale menselijke vorm, met geen herinneringen aan haar leven als dienaar van Mesogog. Dit betekende dat ze ook niet langer slecht was. Haar herinneringen keerden later terug.
Ze overleefde de serie en nam uiteindelijk haar baan als schoolhoofd terug. Ze werd gespeeld door Miriama Smith

## Zeltrax
Zeltrax is de tweede handlanger van Mesogog. Hij was ooit Terrence "Smitty" Smith, een oude college van Tommy Oliver en Anton Mercer. Hij hield Tommy verantwoordelijk voor enkele tragische gebeurtenissen uit zijn leven, waaronder een ongeluk dat hem bijna het leven kostte. Mesogog vond Terrence’ lichaam en herbouwde hem met cybernetische technologie tot een cyborgkrijger.
Als Zeltrax wilde hij enkel wraak nemen op Tommy. Na een tweede bijna fataal ongeluk door toedoen van Mesogogs plannen, keerde Zeltrax zich tegen Mesogog. Zeltrax werd vernietigd door Tommy, maar overleefde dankzij de Tree of Live, een speciale boom die hem de mogelijkheid gaf te transformeren in een sterkere vorm. Hij maakte daarna zijn eigen kwaadaardige zord. Alle zords van de Rangers moesten worden opgeofferd om deze “zelzord” te verslaan. Zeltrax zelf kwam om in een gevecht met Tommy en Kira.
Zeltrax had in de serie een oogje op Elsa, die hij in de climax van de serie ontvoerde nadat ze weer normaal was geworden.
In Power Rangers: S.P.D. werkte Zeltrax samen met de Troobians toen die naar het jaar 2004 kwamen.
Zeltrax’ stem werd gedaan door James Gaylyn. De acteur die zijn menselijke vorm, Terrence, speelde werd niet vermeld in de aftiteling.

## Witte Ranger Kloon
Toen de duistere energie die Trent tot een kwaadaardige Witte Ranger maakte werd verwijderd door Mesogog’s Life-force extractor, gebruikte Zeltrax deze energie om een kloon van de witte Ranger te maken. Deze kloon was een zielloze krijger zonder menselijke vorm. Hij vocht samen met Mesogogs leger en beschouwde zichzelf als de enige ware Witte Ranger.
Hij begon langzaam zijn krachten te verliezen toen bleek dat er geen twee Witte Rangers tegelijk konden bestaan. Hij confronteerde Trent, die hem na een lang gevecht uitschakelde.
De stem van de kloon werd gedaan door Adam Gardiner.

## Monsters
De Monsters van Mesogogs leger, ook bekend als "Mutations", werden gemaakt uit het DNA van dieren, planten en een machine. Ook kwamen in de serie een paar monsters voor die “al bestonden”. Om ze te laten groeien gebruikte Mesogog een machine genaamd de "Hydro-Regenerator", die een regenbui veroorzaakte die een verslagen monster als reus weer tot leven bracht.
| - "Birdbrain" - Pollenator - Donkeyvac - Demagnetron - Dysotron - Golden Rod - Scorpex - Megalador - Unnamed Creature - Angor - Rojobot - Insectolite | - Fossilador - Termitron - Ka-Ching - Mad Mackerel - Copyotter - "Other World Monster" - White Terrorsaurus - Terra Assault Craft - Jupitor - Tutenhawken - Thornox - White Terrorsaurus II | - Deadwood - Horn-Rimmed Monster - Jade Gladiator - Skortch - Squidrose - Croco D'Vile - Rumba Monkey - Rude Elf - Frigida - Ruby Dragon - Ugly Monster |

## Overig
- Tyrannodrones (T-Drones): Dinosaurus achtige wezens gemaakt door Antont Mercer en Tommy Oliver. Ze dienen Mesogog als zijn primaire soldaten. De Tyrannodrones hebben geen Super Sentai tegenhanger, maar zijn een Amerikaanse creatie.
- Triptoids: wezens tot leven gebracht uit een videospel. Ze komen voor in de kleuren wit en zwart. Amerikaanse versies van de Barmia soldiers uit Bakuryuu Sentai Abaranger.